# Metro 2033
Pour le roman dont a été inspiré ce jeu, voir Métro 2033
Pour les articles homonymes, voir Metro.
 (mai 2022).
Si vous disposez d'ouvrages ou d'articles de référence ou si vous connaissez des sites web de qualité traitant du thème abordé ici, merci de compléter l'article en donnant les références utiles à sa vérifiabilité et en les liant à la section « Notes et références ».
Metro 2033 est un jeu vidéo d’origine ukrainienne  de tir en vue à la première personne post-apocalyptique et un survival horror développé par 4A Games et édité par THQ. Il est sorti sur PC et Xbox 360 le 18 mars 2010, après un développement d'environ quatre ans. Il s'agit du premier jeu de la série.
L'histoire est essentiellement basée sur le roman du même nom de Dmitri Gloukhovski, Métro 2033. Le joueur y incarne Artyom, un des 40 000 habitants du métro de Moscou ayant survécu à une guerre nucléaire qui dévasta la Russie ainsi que la plus grande partie de la planète vingt ans plus tôt. Artyom doit faire face aux multiples dangers nés de l'hiver nucléaire et se frayer un chemin à travers les tunnels du métro moscovite, reconverti en dernier bastion de l'humanité, pour délivrer un message de la plus haute importance à un ordre dévoué à la protection du métro.
À l'origine, les développeurs ayant plus tard fondé 4A Games travaillaient depuis 2001 sur STALKER: Shadow of Chernobyl, autre FPS post-apocalyptique développé par GSC Gameworld et édité par THQ en 2007. Cependant, à la suite de tensions internes ainsi que de nombreux retards dans le développement qui s’étendra sur près de six ans, une partie des programmeurs décida de quitter le studio en janvier 2006. Certaines rumeurs ensuite confirmées affirmaient alors qu'ils avaient emporté avec eux une version améliorée du X-Ray Engine, le moteur propriétaire utilisé par GSC Gameworld et qu'ils ont contribué à développer. En février 2006, 4A Games annonce officiellement son nouveau projet : une adaptation du succès de Dmitri Gloukhovski réalisée avec une nouvelle version du moteur, dénommée 4A Engine. Le jeu est présenté à la presse quelques mois plus tard et est alors un FPS non linéaire mélangeant phases en extérieur et en intérieur à travers le réseau du métro de Moscou. La collaboration avec l'auteur du roman sur l'histoire du jeu est également annoncée dans la foulée. Au cours du développement, le jeu changea cependant de direction et le studio finit par opter pour une approche plus linéaire. En 2009, le studio conclut un accord avec THQ qui édita donc le jeu et assura sa promotion jusqu'à sa sortie en 2010.
À son lancement, le jeu obtient dans l'ensemble des critiques favorables qui soulignent une atmosphère exceptionnelle, une histoire intéressante et de nombreux efforts portés sur l'immersion du joueur à travers divers éléments de gameplay. Sa linéarité et des lourdeurs récurrentes lui sont cependant reprochées. Le jeu est un relatif succès commercial et se montre très rentable pour THQ avec 1,5 million d'exemplaires vendus en juin 2012. Une suite est développée par le même studio et éditée par THQ avant la faillite de ce dernier le 19 décembre 2012. La franchise a par la suite été rachetée par la société allemande Deep Silver, qui assura le reste de la campagne promotionnelle. Metro: Last Light est sorti sur PC et consoles le 14 mai 2013, remportant un succès critique et commercial largement supérieur à celui du premier opus.

## Trame
- Si vous ne connaissez pas le sujet, laissez ce bandeau (vous pouvez alors contacter les auteurs).
- Si vous supprimez le contenu mis en cause (vous pouvez préalablement contacter les auteurs),

argumentez précisément cette suppression dans la page de discussion
(un manque de référence n'est pas un argument ; une recherche réelle de référence doit avoir été effectuée, être formellement documentée).

### Contexte

Plan de l'actuel métro moscovite.

L'action se situe en 2033, dans un monde dystopique dévasté par une guerre nucléaire dont les causes ne sont pas révélées. Moscou n'est plus qu'une ville en ruine et en proie à un hiver nucléaire depuis des décennies, et les rares habitants qui ont réussi à survivre se sont réfugiés dans les dédales du métro, construit durant la guerre froide afin de pouvoir protéger la population en cas d'explosion nucléaire. Ce qui reste de l'humanité s'est organisé en aménageant les stations comme de véritables villes qui commercent à l'aide de la nouvelle monnaie en vigueur : les cartouches militaires. Après les premières années qui faillirent le conduire à sa perte, l'homme s'est finalement habitué à la vie dans le Métro. Mais les survivants ne sont pas en sécurité car tandis que des groupes de bandits harcèlent continuellement les convois et les stations, des atrocités assaillent continuellement les stations habitées et se répandent dans tout le métro depuis ses souterrains les plus profonds, scellant le sort des stations les plus isolées. De plus, deux factions ont fait du métro leur terrain d'affrontement : les « rouges » et les « fachos », héritiers de l'URSS et du IIIe Reich qui se livrent une guerre sans merci pour la domination de ce qui reste de la population de Moscou. Au milieu de ces représentants des idéologies de l'ancien monde se tient l'union de la Hanse, une association de stations marchandes couvrant une large partie du Métro et ayant déjà affronté la ligne Rouge pour le contrôle de lieux stratégiques avant de signer une paix précaire et payée par de nombreux sacrifices. Pendant ce temps, le reste des stations non alignées se livrent une bataille permanente pour subvenir aux besoins de leur population autant que pour grignoter chaque parcelle de territoire aux autres. Ces affrontements donnent lieu a des alliances éphémères, aussitôt trahies, et à un statu quo quasi permanent entre les stations indépendantes. D'autres stations incapables d'entretenir l'éclairage et les filtres à eau nécessaires pour éviter la contamination radioactive de leurs habitants oublient peu à peu toute notion de civilisation et s'attaquent sauvagement aux stations mieux équipées, dans un élan désespéré pour leur survie.
À la surface, l'hiver nucléaire s'abat toujours sur l'ancienne mégapole, qu'on appelle désormais « la ville morte ». Cette cité dévastée est devenue hostile à toute présence humaine au fil des décennies qui ont suivi l'apocalypse. La radioactivité s'y est développée en masse, provoquant la mort de la plupart des humains qui se risquèrent à sortir du métro dans les premières années et faisant évoluer les animaux restés à la surface en accord avec l'hostilité de ce nouvel environnement. Au-dessus des ruines s'élèvent encore intacts des reliques de la grandeur passée de l'humanité, comme le Kremlin ou la Bibliothèque d'État de Russie, miraculeusement épargnés par le feu nucléaire et autour desquels se sont progressivement construites de multiples légendes. Des diverses stations du métro de Moscou sortent parfois les derniers représentants de l'humanité à la surface, lourdement armés et équipés de protections vétustes contre les radiations : les stalker. Ces récupérateurs admirés dans tout le métro se déplacent discrètement à travers la ville morte en quête de carburant ou de véhicules à désosser pour le compte des stations qui les emploient, rapportant parfois des objets de l'ancien monde dans le nouveau refuge de l'humanité. Mais parfois, ce sont les nouveaux habitants de la surface qui descendent en meutes par le biais des stations les moins profondes du Métro, rasant des stations entières et faisant peser un péril de mort imminente sur l'humanité qui n'a d'autre choix que de se réfugier toujours plus profondément, fermant progressivement tout accès à la surface.

### Scénario
L'histoire commence avec Artyom, un orphelin russe qui est né juste avant que le monde ne soit détruit dans « une grande vague de feu nucléaire », il est accompagné par un homme dans un périple à la surface inhabitée de Moscou, dans le but de détruire les mutants les plus dangereux, les sombres, directement dans leur nid. Melnik, qui est dans la faction de soldats connue sous le nom des « rangers », sert d'instructeur pour le joueur durant la séquence d'ouverture du jeu. Quand ils remontent à la surface, le groupe rejoint un autre binôme de rangers sur un 4x4 équipé de mitrailleuses. Après quelques minutes le groupe est pris en embuscade par des « éclaireurs », une espèce de rat mutant géant né des retombées atomiques, des recherches militaires biologiques et des catastrophes chimiques. Juste après, une horde de larges chauves-souris géantes connues sous le nom de démons les attaque. Pendant la bataille, le camion est détruit et les deux rangers inconnus sont tués.

## Système de jeu

### Général
L'ensemble des phases de gameplay du jeu se déroulent à la première personne. Le joueur y incarne Artyom et progresse à travers le métro moscovite dans une suite de niveaux linéaires entrecoupés de phases d'exploration optionnelles. La progression est découpée en sept actes constitués chacun de plusieurs sous-parties. En raison de l'importance accordée à la narration et à la découverte de l'univers, les développeurs ont fait le choix de créer un système de jeu dont chaque aspect vise à être au service de l'immersion et du scénario. Ainsi, les bases du gameplay ont été conçues de manière à privilégier la simplicité. Les phases en véhicules, bien que présentes, ne sont que ponctuelles et ne nécessitent pas un ré-apprentissage de la part du joueur tandis que tous les concepts utiles sont introduits dès les premiers chapitres et demeurent inchangés jusqu'à la fin du jeu.
Le jeu est souvent reconnu pour la place importante accordée à la lutte du joueur contre l'environnement. Bien que le gameplay soit là encore d'une grande simplicité, la survie est au cœur du système de jeu. Artyom est très vulnérable face à la plupart des ennemis, humains comme mutants, et les armes sont extrêmement létales, obligeant le joueur à faire preuve de prudence et à utiliser toutes les options mises à sa disposition. La principale nouveauté introduite par le jeu est la possibilité de terminer des chapitres entiers sans tuer ou alerter qui que ce soit, possibilité qui exerce une influence non négligeable sur le déroulement du jeu et de l'histoire et qui est à l'origine du système de Karma, autre élément relativement inhabituel dans un FPS linéaire et qui semble être hérité de RPG comme Fallout.
Lors des sorties à l'extérieur du métro, Artyom doit porter un masque à gaz, dont les filtres doivent être régulièrement changés. 

### Combats
Les combats de Metro 2033 se caractérisent par leur létalité : les armes tuent très vite et le joueur se retrouve souvent seul et encerclé face à des ennemis travaillant en groupe et pouvant aisément le déloger de sa position en lançant des bâtons de dynamite. Les ennemis sont parfois protégés au niveau de la tête ou du torse et sont donc souvent plus aptes à résister aux balles que le joueur lui-même à distance moyenne. Les combats du jeu se déroulent ainsi le plus souvent à courte portée et requièrent un certain degré de réflexion : les ennemis humains peuvent être abattus en un coup ou encaisser un grand nombre de tirs avant de se retrouver à terre selon qu'une ou plusieurs parties de leurs corps soient couvertes par des protections en métal, et le joueur se trouve souvent forcé d'analyser l'équipement de son adversaire sous peine de gaspiller ses munitions.
Artyom étant très vulnérable, le joueur est obligé de faire des choix radicaux et de composer avec un manque constant de munitions qui l'oblige à une progression prudente. Ce problème est encore plus présent lors des combats contre la faune habitant à la surface, souvent constituée de meutes de créatures agressives et résistantes aux balles. Il lui faut également choisir entre des balles de qualité militaire plus efficaces mais utilisées comme monnaie officielle du métro moscovite ou des cartouches artisanales plus abordables mais de piètre qualité. L'arsenal comprend une dizaine d'armes d'origines et de conceptions diverses. Des armes héritées des stocks de l'ancienne armée russe y côtoient des armes essentiellement fabriquées avec des matériaux récupérés. Ces armes artisanales ont pour particularité de fonctionner de manière originale et de nécessiter un entretien constant. Un fusil pneumatique aura par exemple besoin d'être régulièrement remonté à l'aide d'une pompe pour garder une pression constante tandis qu'un pistolet mitrailleur de fortune peut vite surchauffer au point de devenir inutilisable pendant un laps de temps potentiellement fatal au joueur.

### Furtivité
Bien que les combats soient au cœur du déroulement du jeu, Artyom a régulièrement la possibilité de les éviter en tâchant de ne pas se faire repérer. Un capteur de luminosité intégré à la montre d'Artyom et d'autres outils tels que des instruments de vision nocturne ou des combinaisons adaptées à une progression discrète peuvent être obtenus en cours de jeu et permettre au joueur de se spécialiser dans ce type d'approche. Le système d'infiltration du jeu est essentiellement basé sur le son et la luminosité, ce sont trois niveaux d'illumination et trois types de sons qui sont reconnus par les personnages non joueurs : marcher en douceur sur des surfaces stables et dans le noir complet permettra au joueur de passer inaperçu tandis que le fait de marcher sur du verre ou de progresser en pleine lumière le fera immédiatement repérer. Les ennemis seront alors alertés et le traqueront en groupe tout en cherchant à donner l'alarme aux campements avoisinants.
Pour éviter de se faire repérer, le joueur peut interagir avec son environnement : chaque source de lumière électrique peut être brisée par un coup de couteau ou un tir suffisamment précis. Les groupes électrogènes alimentant l'éclairage des campements ennemis peuvent être désactivés, ce qui aura pour effet de désorienter les PNJ tant que ceux-ci ne se seront pas équipés de lampes frontales. Certains gardes observent également des rondes régulières qui peuvent être analysées pour tenter de passer entre deux tours de garde et si Artyom n'a pas d'autre choix que d'éliminer le PNJ qui lui barre la route, les armes blanches peuvent être lancées ou utilisées de près pour éviter de faire trop de bruit. Plus tard dans le jeu, des armes équipées de silencieux rudimentaires permettront d'engager une attaque contre les ennemis sans trop de bruit et à une distance raisonnable. Cependant, l'alerte sera donnée aussitôt le corps découvert par ses compagnons. Globalement, l'histoire encourage le joueur à agir de manière pacifique et le jeu a été pensé pour qu'il soit possible d'en parcourir la quasi-totalité de manière pacifique.

## Développement

### Genèse du projet
Le jeu est essentiellement basé sur le roman du même nom de Dmitri Gloukhovski publié en 2005.

## Réception

### Sortie et Ventes
Après une campagne marketing d'une durée d'un an, Metro 2033 sort sur PC et Xbox 360 en mars 2010. Le jeu rencontre un succès commercial relativement modeste, que l'éditeur explique par une campagne promotionnelle n'ayant pas bénéficié d'efforts suffisant. En juin 2012, THQ annonce néanmoins avoir vendu le jeu à un peu plus de 1,5 million d'exemplaires à travers le monde, majoritairement sur PC. À l'occasion de la publication des résultats financier de THQ en 2010, le PDG Brian Farrell estimait déjà que le jeu avait été extrêmement rentable pour l'éditeur.

### Critiques
Metro 2033 a dans l'ensemble reçu des critiques positives. Le jeu obtient une moyenne de respectivement 81 % et 81,14 % sur Metacritic et GameRankings, deux sites faisant la moyenne des notes attribuées par la presse spécialisée. Les notes sont globalement plus élevées pour la version PC que pour son homologue console, qui pâtit d'une réalisation technique plus limitée à cause de la flexibilité moindre du support.
Dans l'ensemble, la presse a commenté un univers extrêmement travaillé et immersif qui donne vie à une histoire forte. De plus, la conception sonore et les compositions du jeu ont été largement saluées. Pour le site français Jeuxvideo.com : « Des thèmes musicaux splendides aux effets d'ambiance, la bande-son est de haute volée. Par ailleurs, le jeu a le très bon goût de proposer une version française, anglaise ou russe, histoire de vraiment vous mettre dedans. »
L'esthétique du jeu a également été remarquée. Pour le site Nofrag, consacré à l'actualité des FPS : « Metro 2033 se distingue surtout par sa direction artistique exceptionnelle : l'univers est très cohérent et le moindre détail semble avoir été réfléchi. Par exemple, quasiment toutes les sources de lumières proviennent de lampes à pétrole qu'il est possible d'éteindre. Si vous voyez des ampoules, vous pouvez être certain de trouver un groupe électrogène à proximité ; vous pouvez d'ailleurs le désactiver si vous souhaitez vous cacher dans l'ombre. De même, les villages contiennent des lits, des élevages, des commerces, et vous y croiserez des hommes et des femmes de tout âge. »
Enfin, la variété des mécaniques de jeu qui servent l'atmosphère, comme le chargeur de batterie universelle ou la présence d'un masque à gaz dont il faut gérer les filtres, a été globalement saluée. Ryan Clements de chez IGN considère que ce gameplay tendant vers le survival horror rendait le jeu plus intéressant qu'un FPS lambda et participait beaucoup à l'immersion du joueur.
Le jeu est cependant loin d'être exempt de reproches. Bien que l'ambiance et l'histoire du jeu soit unanimement saluées, son gameplay considéré comme défaillant sur certains points divise. Gamekult regrette que, comparé à S.T.A.L.K.E.R., le jeu ait « pris une orientation radicalement différente avec une aventure bien moins ouverte. » IGN critique également une partie infiltration jugée parfois frustrante et des combats contre les mutants en deçà des affrontements contre les humains, notamment à cause de bugs considérés comme gênants.
La plupart des testeurs considèrent que le potentiel du jeu est globalement altéré par sa structure linéaire et souvent dirigiste. Le magazine français Canard PC estime que « [t]out au long du développement, le studio n’a pas dû savoir sur quel pied danser en conciliant son penchant traditionnel pour les gameplays libres et exigeants et la partition imposée d’un jeu accessible au grand public. » En dépit de sa réalisation technique jugée impressionnante, le jeu reçoit également des critiques unanimes sur son optimisation, peu convaincante à la sortie du jeu. Malgré ces reproches, Nofrag estime finalement que « [c]'est le genre de jeu dont on pardonne les défauts et les maladresses et pour lequel on réclame une suite afin de pouvoir se replonger dans cette ambiance magique. »

## Contenu téléchargeable
En mai 2010, environ deux mois après la sortie du jeu, le compte Twitter officiel annonce que le premier contenu supplémentaire téléchargeable du jeu est presque terminé et qu'il sera bientôt disponible.Le lendemain, l'éditeur THQ donne les détails de ce premier DLC en promettant une sortie proche sur Xbox Live et Steam.

### Ranger Pack
Le Ranger Pack ajoute deux nouvelles armes au jeu ainsi que deux modes de difficulté « Ranger », qui rééquilibrent le jeu pour le rendre plus exigeant en supprimant une grande partie du HUD ainsi qu'en augmentant la puissance des armes et en diminuant drastiquement le nombre de munitions disponibles. Une dizaine de nouveaux succès sont également intégrés au jeu. Le pack sort d'abord le 3 août 2010 sur le Xbox Live où il est proposé pour 240 points Microsoft. Il sort gratuitement sur PC le 8 septembre 2010, cette fois sous la forme d'un patch de 2 Go.

## VersionRedux
Metro: Redux est une réédition du jeu sortie en 2014 sur PlayStation 4, Xbox One et PC. Elle propose des graphismes en haute définition, de nouveaux modèles 3D, effets et textures ainsi que des cinématiques. Le gameplay reprend des améliorations de Metro: Last Light. Elle intègre l'ensemble des contenus supplémentaires.
Un portage sur Nintendo Switch est sorti 6 ans plus tard, le 28 février 2020, avec des concessions techniques (baisse de la résolution et de la qualité des textures) compte tenu de la puissance minime de la console

### Critiques
1. 1 2 3  « Test de Métro 2033 », sur Jeuxvideo.com, 19 mars 2010 (consulté le 1er mai 2022).